# Ямбург – Уренгой (газопровід)
Ямбург – Уренгой (газопровід) – складова трубопровідної інфраструктури головного газовидобувного регіону на півночі Тюменсської області Росії.
Два унікальні за запасами Ямбурзьке та Уренгойське газові родовища сполучені між собою через ведену в дію у 1987 році установку комплексної підготовки газу на Північно-Уренгойському родовищі (УКПГ-15). Призначена для цього трубопровідна інфраструктура включає:
- газопровід між УКПГ-15 та компресорною станцією «Ямбурзька», який має виконану в діаметрі 1420 мм основну нитку довжиною 64 км та лупінг довжиною 50 км. Введена в експлуатацію в 1996-му Харвутинська площа (південна частина Ямбурзького родовища) була під’єднана до газотранспортної системи через перемичку діаметром 530 мм до газопроводу УКПГ-15 – «Ямбурзька»;
- газопровід між УКПГ-15 та розташованим приблизно за сто вісімдесят кілометрів південніше газовим промислом Уренгой ІІ. Також УКПГ-15 сполучена з УКПГ-13 Уренгойського родовища.
Можливо також відзначити, що від КС «Ямбурзька» беруть початок такі потужні газотранспортні системи Ямбург – Тула, «Прогрес», Ямбург – Єлець, Ямбург – Поволжя, тоді як від Уренгойського родовища починаються системи Уренгой – Центр, Уренгой – Помари, Уренгой – Надим, Уренгой – Новопсков, Уренгой – Петровськ та Уренгой – Челябінськ.